# François Zimmer

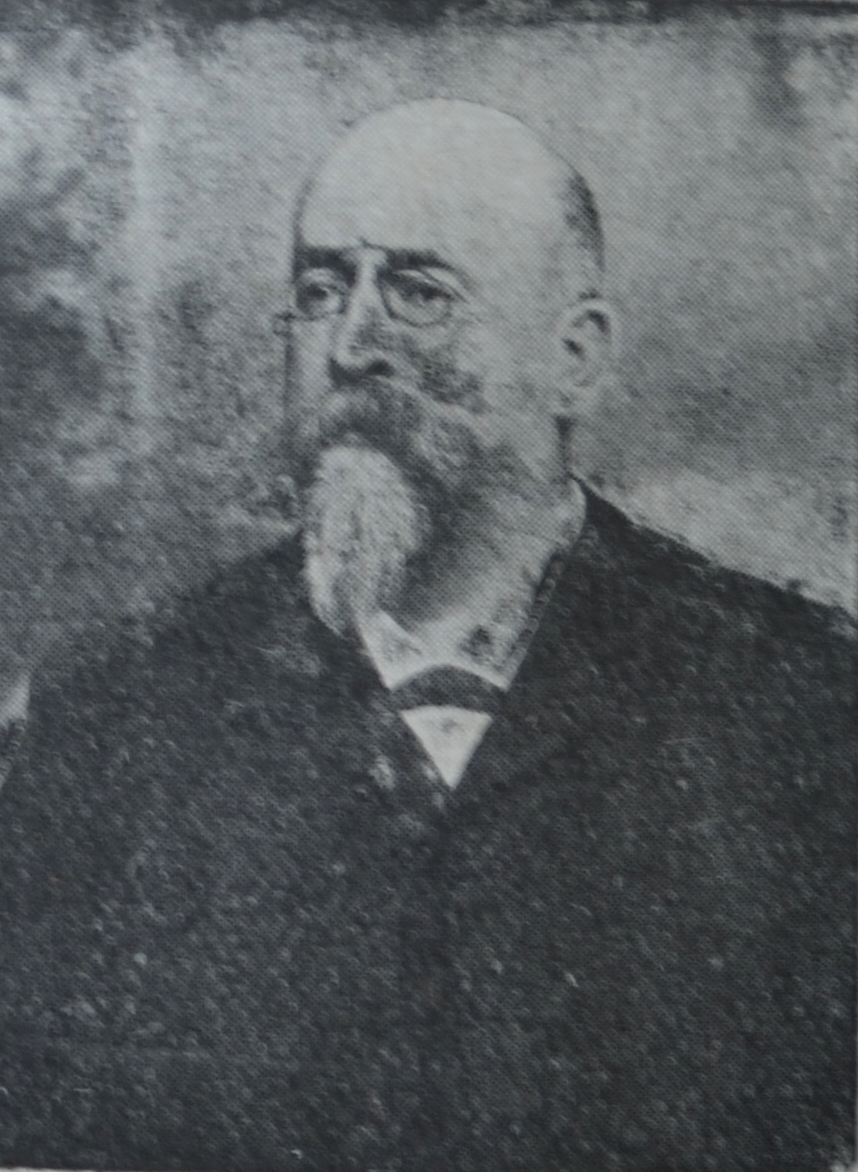
François Zimmer, 1911

François Zimmer (* 8. Juli 1860 in Niederjeutz; † 7. September 1920) war Bankier und Mitglied der zweiten Kammer des Landtags des Reichslandes Elsaß-Lothringen für das Zentrum.
François Zimmer besuchte die katholische Elementarschule in Niederjeutz und die Mittelschule in Diedenhofen. Er war Bankier in Diedenhofen und Vizepräsident der Metzer Handelskammer.
Er war Mitglied des Gemeinderates in Diedenhofen, 1900 bis 1908 dort Beigeordneter und 1903 bis 1911 Mitglied des Landesausschusses.
Bei der ersten (und einzigen) Wahl zum Landtag trat er im Wahlkreis Diedenhofen-Großhettingen als Kandidat der Unabhängigen Lothringer Partei an. Im Ersten Wahlgang wurden im Wahlkreis von den 5.274 Stimmberechtigten 4.446 Stimmen abgegeben. Auf François Zimmer entfielen 2.288, auf den unabhängigen Kandidaten Decker 1.666 und den Sozialdemokraten Schwarz 471 Stimmen. François Zimmer gehörte dem Landtag bis 1918 an und war dort Schriftführer.